# Мефодий (Миллы)
Епи́скоп Мефо́дий (словац. Biskup Metod, в миру Ми́хал Миллы́ или Михаил Миллый, словац. Michal Millý; 11 августа 1883, Бардеёв — 4 октября 1966, Прешов) — епископ Чехословацкой православной церкви, епископ Михаловский.

## Биография
Родился 11 августа 1884 года в Бардеёве в семье предпринимателя. Начальное образование он получил в церковной школе в Бардеёве, среднее — в гимназии в Ньиредьхазе, а в 1909 году окончил католическую духовную академию в Прешове.
В 1910 году греко-католическим епископом Прешовским Яношем Вайи был рукоположён в сан священника. Служил приходским священником в Сайопальфале (1910—1911), Вельком Липнике (1911—1920), Якубянах (1920—1925) и снова Вельком Липнике (1925—1950). Как указывается в его официальной биографии, «был наделён от Господа необыкновенными интеллектуальными способностями, мелодичным голосом и риторической одарённостью. Своей образцовой жизнью, спокойной натурой, отеческой любовью и добросовестным исполнением своих пастырских обязанностей он завоевал любовь, популярность и доверие не только верующих из упомянутых приходов, но и жителей окрестностей». Под его руководством в указанных приходах были построены или реконструированы храмы, школы и приходские здания. За успешную душепопечительскую деятельность он был удостоен тогдашним епархиальным управлением чина благочинного с полномочиями управлять всем Вышноспишским благочинием.
Министерство просвещения, видя в нём способного работника в области образования, назначило его в 1918—1919 годах в министерские назначенцы для всех школ Старолюбовнянского округа, а в 1919 году назначило его министерским консультантом по церковным и школьным делам в Словакии. Он занимал этот пост до 1924 года.
Когда после освобождения между бывшим духовенством и верующими в Восточной Словакии было создано движение за объединение с «прадедовской» православной церковью, умерший был одним из первых сознательных священнослужителей, объединившихся с верующими, объединившихся с Православной Церковью до прешовского собора 1950 года. Вместе с ним в православие перешёл и возглавляемый им приход в Вельком Липнике. С 1951 года — в юрисдикции автокефальной Чехословацкой православной церкви.
За заслуги в деле консолидации и расцвета православной церкви он был назначен и назначен окружным архидеканом в Бардеёве, где он успешно служил до 1953 года, когда был пострижен в монашество с именем Мефодий и возведён в сан архимандрита.
14 февраля 1953 года по просьбе епископа Михаловского Александра, епархиальное собрание Михаловской епархии единогласно избрало его, как наиболее подходящего кандидата, на должность вспомогательного епископа-викария Михаловской епархии с титулом епископа Требишовского.
15 февраля того же года в кафедральном храме в Михаловце состоялась его епископская хиротония, которую совершили митрополит Пражский и всея Чехословакии Елевферий (Воронцов), епископ Прешовский Алексий (Дехтерёв) и епископ Михаловский Александр (Михалич). На хиротонии присутствовали около десяти тысяч верующих со всей Восточной Словакии.
14 апреля 1954 года епархиальное собрание Михаловской епархии избрало епископа епископа Мефодия новым правящим архиереем Михаловской епархии.
В ходе своей архипастырской деятельности принимал активное участие в укреплении церковной жизни на территории Михаловской епархии. Посещал приходские и паломнические места, проповедовал, рукополагал новых священников, стремился найти достаточное количество кандидатов для изучения богословия, распространял церковную прессу, строил и обновлял храмы.
Активно участвовал в миротворческой деятельности, в которую были вовлечены православные церкви в странах коммунистического блока. Неоднократно созывал мирные конференции духовенства и мирян. Выезжал за границу: представлял Чехословацкую православную церковь на интронизации Патриарха Болгарского Кирилла в Софии в 1954 году, а в 1956 году участвовал в совещании автокефальных православных церквей в Москве.
В 1960 году епископ Мефодий тяжело заболел. В связи с его нездоровьем, он попросил о предоставлении ему викарного епископа для помощи в управлении Михаловской епархией. Это прошение было удовлетворено, и 3 ноября 1962 года епархиальное собрание проголосовало за избрание архимандрита Мефодия (Канчуги) в викарного епископа Требишовского. После его ухода из Михаловской епархии 13 ноября 1965 года епархиальным собранием Михаловской епархии викарным епископом и преемником епископа Мефодия был избран архимандрит Кирилл (Мучичка).
2 сентября 1966 года епископ Мефодий сильно занемог и перед отъездом на лечение попросил епископа Кирилла исповедать и причастить его. Во время лечения епископ Мефодий был в полном сознании, однако преклонный возраст уже не позволил ему выздороветь. Скончался 4 октября 1966 года он скончался в возрасте 83 лет в прешовском госпитале. 7 октября 1966 года в Прешовском кафедральном храме состоялось торжественное отпевание усопшего владыки.